# Hendrichovce
Hendrichovce és un poble i municipi d'Eslovàquia. Es troba a la regió de Prešov, al nord del país. La primera referència escrita de la vila data del 1320.

## Demografia
| Godina             | 1994 | 2004   | 2014    | 2024    |
| ------------------ | ---- | ------ | ------- | ------- |
| Nombre de persones | 208  | 217    | 246     | 287     |
| Diferència         |      | +4,32% | +13,36% | +16,66% |

| Godina             | 2023 | 2024   |
| ------------------ | ---- | ------ |
| Nombre de persones | 273  | 287    |
| Diferència         |      | +5,12% |